# Wireless Distribution System

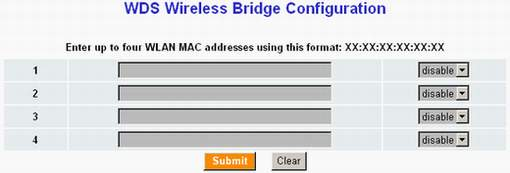
Tela de Configuração do WDS

Wireless Distribution System - WDS (em português: Sistema de Distribuição Sem Fio) é um sistema que permite a interconexão de access points sem a utilização de cabos ou fios. Como descrito na norma do IEEE 802.11, ou ainda mais recentemente a também incluída IEEE 802.16. Ela permite que redes wireless expandam-se utilizando múltiplos  access points sem a necessidade de um backbone central para ligá-los através de cabos, como se costumava fazer.
Um access point pode ser uma base central, de repetição ou remoto. Uma base central é tipicamente conectada à rede por fios. Uma base de repetição retransmite dados entre bases remotas e centrais, clientes wireless ou outras bases de repetição. Uma base remota aceita conexões de clientes wireless e as repassa para estações centrais ou de repetição. Conexões entre clientes são feitas utilizando-se o MAC Address, que se torna melhor que por designação de endereços IP.
Todas as estações base em uma rede WDS precisam ser configuradas para utilizarem o mesmo canal e compartilharem chaves idênticas,  se a rede for protegida por palavra passe. Eles podem ser configurados para diferentes grupos identificadores de serviços. Note que ambos roteadores precisam ser configurados para retransmissão entre eles para as configurações dentro da WDS para funcionar corretamente.